# Championnats d'Europe juniors d'athlétisme 1989
Navigation
1987 1991
Les 10es Championnats d'Europe juniors d'athlétisme se sont déroulés à Varaždin (république fédérative socialiste de Yougoslavie) du 24 au 27 août 1989.

## Résultats

### Garçons
| Épreuves                           | Or | Argent                                                                                    | Bronze                                                                                       |
| ---------------------------------- | --- | ----------------------------------------------------------------------------------------- | -------------------------------------------------------------------------------------------- |
| 100 m (Vent : -0,6 m/s)            | Aleksandr Shlychkov 10 s 48                                                                              | Marek Zalewski (pl) 10 s 52                                                               | Jason Livingston 10 s 57                                                                     |
| 200 m (Vent : -3,2 m/s)            | Marek Zalewski (pl) 21 s 06                                                                              | Aleksandr Shlychkov 21 s 37                                                               | Leif Jonsson 21 s 41                                                                         |
| 400 m                              | Wayne McDonald 47 s 27                                                                                   | Jan Lenzke 47 s 30                                                                        | Dmitriy Golovastov 47 s 31                                                                   |
| 800 m                              | Craig Winrow 1 min 50 s 01                                                                               | Paul Burgess 1 min 50 s 18                                                                | Václav Hrich 1 min 50 s 22                                                                   |
| 1 500 m                            | Michael Kluwe 3 min 45 s 19                                                                              | Marco Barbone 3 min 45 s 23                                                               | Morgan Tollofsen 3 min 45 s 34                                                               |
| 5 000 m                            | Carsten Eich 14 min 0 s 76                                                                               | John Mayock 14 min 11 s 05                                                                | Jon Dennis 14 min 11 s 18                                                                    |
| 10 000 m                           | Christian Leuprecht 29 min 4 s 06                                                                        | Laurent Saudrais 29 min 7 s 99                                                            | Vincenzo Modica 29 min 33 s 28                                                               |
| 3 000 mètres steeple               | Angelo Giardiello 8 min 53 s 60                                                                          | Spencer Duval 8 min 54 s 68                                                               | Kim Bauermeister 8 min 56 s 36                                                               |
| 110 mètres haies (Vent : -1,3 m/s) | Antti Haapakoski 14 s 03                                                                                 | Sébastien Thibault 14 s 14                                                                | Dario Volturara 14 s 28                                                                      |
| 400 mètres haies                   | Enzo Franciosi 50 s 69                                                                                   | Vyachelsav Orinchuk 50 s 96                                                               | Radek Bartakovič 51 s 16                                                                     |
| 10 000 m marche                    | Valentí Massana 40 min 14 s 17                                                                           | Germán Nieto 40 min 37 s 47                                                               | Rashid Shafikov 40 min 38 s 47                                                               |
| 20 km (course à pied)              | Dirk Nurnberger 1 h 1 min 55                                                                             | Dmitriy Solovyov 1 h 2 min 11                                                             | Giacomo Leone 1 h 2 min 23                                                                   |
| Saut en hauteur                    | Mats Kollbrink 2,26 m                                                                                    | Stevan Zorić 2,22 m                                                                       | Wolfgang Kreissig 2,20 m                                                                     |
| Saut à la perche                   | Maksim Tarasov 5,60 m                                                                                    | Igor Zaytsev 5,45 m                                                                       | Olli-Pekka Mattila 5,25 m                                                                    |
| Saut en longueur                   | Peter Oldin 7,92 m                                                                                       | Wayne Griffith 7,84 m                                                                     | Rudi Van Lancker 7,79 m                                                                      |
| Triple saut                        | Denis Kapustin 16,63 m (w)                                                                               | Sergey Bykov 16,53 m                                                                      | Mario Quintero 16,18 m                                                                       |
| Lancer du poids                    | Oleksandr Klymenko 19,38 m                                                                               | Dirk Preuss 18,20 m                                                                       | Matthew Simson 18,11 m                                                                       |
| Lancer du disque                   | Andreas Seelig 59,10 m                                                                                   | Ion Oprea 54,72 m                                                                         | Gennadiy Pronko 54,22 m                                                                      |
| Lancer du marteau                  | Sergey Kirmasov 72,68 m                                                                                  | Savvas Saritzoglou 67,68 m                                                                | Igor Fyodorov 67,44 m                                                                        |
| Lancer du javelot                  | Vladimir Ovchinnikov 76,96 m                                                                             | Jarkko Kinnunen 74,44 m                                                                   | Andrey Shevchuk 73,04 m                                                                      |
| Relais 4 × 100 mètres              | Pologne Piotr Cywiński Sławomir Kusiowski Marek Zalewski Robert Maćkowiak 40 s 00                        | Royaume-Uni Steve Gookey John Kenny Wayne Griffith Jason Livingston 40 s 11               | Union soviétique Eduard Krasnov Aleksandr Shlychkov Viktor Ziabkin Anvar Kuchmuradov 40 s 39 |
| Relais 4 × 400 mètres              | Union soviétique Aleksandr Angelov Stanislav Gabydullin Pyotr Zhelezniy Dmitriy Golovastov 3 min 10 s 14 | Allemagne de l'Est Karsten Leuteritz Gunnar Schmidt Ralf Baxmann Jan Lenzke 3 min 10 s 27 | Bulgarie Dian Ivanov Dian Petkov Dimitar Kolev Konstantin Babalievski 3 min 11 s 10          |
| Décathlon                          | Michael Kohnle 8 114 pts                                                                                 | Norbert Lampe 7 586 pts                                                                   | David Bigham 7 446 pts                                                                       |

### Filles
| Épreuves                           | Or                                                                                    | Argent                                                                                         | Bronze                                                                                              |
| ---------------------------------- | ------------------------------------------------------------------------------------- | ---------------------------------------------------------------------------------------------- | --------------------------------------------------------------------------------------------------- |
| 100 m (Vent : -0,2 m/s)            | Odiah Sidibé 11 s 41                                                                  | Zoya Taurin 11 s 48                                                                            | Manuela Derr 11 s 51                                                                                |
| 200 m (Vent : -1,4 m/s)            | Manuela Derr 23 s 39                                                                  | Jana Schönenberger 23 s 49                                                                     | Zoya Taurin 23 s 66                                                                                 |
| 400 m                              | Anke Wöhlk 52 s 74                                                                    | Elena Solcan 52 s 90                                                                           | Julia Merino 53 s 57                                                                                |
| 800 m                              | Birte Bruhns 2 min 01 s 86                                                            | Denisa Zavelca 2 min 02 s 99                                                                   | Stella Jongmans 2 min 04 s 76                                                                       |
| 1 500 m                            | Snežana Pajkić 4 min 13 s 34                                                          | Anke Schäning 4 min 14 s 29                                                                    | Olga Yegorova 4 min 14 s 76                                                                         |
| 3 000 m                            | Olga Nazarkina 9 min 08 s 41                                                          | Anke Schäning 9 min 08 s 66                                                                    | Agata Balsamo 9 min 18 s 96                                                                         |
| 10 000 m                           | Olga Nazarkina 32 min 25 s 74                                                         | Monica Gama 32 min 26 s 41                                                                     | Larissa Alekseyeva 33 min 20 s 53                                                                   |
| 100 mètres haies (Vent : -2,0 m/s) | Ilka Rönisch 13 s 27                                                                  | Yuliya Filippova 13 s 36                                                                       | Brigita Bukovec 13 s 50                                                                             |
| 400 mètres haies                   | Silvia Rieger 56 s 39                                                                 | Anna Chuprina 56 s 70                                                                          | Heike Meissner 56 s 77                                                                              |
| 5 000 m marche                     | Kathrin Born 22 min 10 s 59                                                           | Olga Sanchez 22 min 20 s 75                                                                    | Fina Compte 22 min 53 s 71                                                                          |
| Saut en hauteur                    | Yelena Yelesina 1,95 m                                                                | Svetlana Lavrova 1,93 m                                                                        | Šárka Kašpárková 1,91 m                                                                             |
| Saut en longueur                   | Mirela Belu 6,58 m                                                                    | Erica Johansson 6,50 m                                                                         | Lyudmila Galkina 6,44 m                                                                             |
| Lancer du poids                    | Astrid Kumbernuss 19,53 m                                                             | Gabriele Volkl 17,19 m                                                                         | Renata Brukova 17,18 m                                                                              |
| Lancer de disque                   | Astrid Kumbernuss 63,70 m                                                             | Jana Lauren 62,38 m                                                                            | Jacqueline Goormachtigh 57,02 m                                                                     |
| Lancer du javelot                  | Karen Forkel 70,12 m                                                                  | Britta Heydrich 63,44 m                                                                        | Nathalie Teppe 55,88 m                                                                              |
| Relais 4 × 100 mètres              | France Florence Ropars Magalie Simioneck Hélène Declerck Odiah Sidibé 44 s 23         | Allemagne de l'Ouest Melanie Paschke Katrin Bartschat Stefanie Hütz Katja Seidel 44 s 71       | Allemagne de l'Est Ilka Rönisch Manuela Derr Jana Schönenberger Andrea Philipp 44 s 99              |
| Relais 4 × 400 mètres              | Allemagne de l'Est Manuela Derr Anja Rücker Heike Meissner Birte Bruhns 3 min 33 s 38 | Union soviétique Yana Manuylova Anna Mironova Natalya Sniga Viktoria Miloserdova 3 min 35 s 09 | Allemagne de l'Ouest Anke Feller Amona-Nicola Schneeweis Tanja Schnabel Silvia Rieger 3 min 36 s 49 |
| Heptathlon                         | Tatyana Blokhina 6 032 pts                                                            | Beatrice Mau 5 974 pts                                                                         | Marcela Podracka 5 960 pts                                                                          |

## Tableau des médailles[1]
- Pays hôte

| Rang  | Nation               | Or | Argent | Bronze | Total |
| ----- | -------------------- | -- | ------ | ------ | ----- |
| 1     | Allemagne de l'Est   | 12 | 10     | 3      | 25    |
| 2     | Union soviétique     | 11 | 10     | 10     | 31    |
| 3     | Allemagne de l'Ouest | 3  | 2      | 3      | 8     |
| 4     | Italie               | 3  | 1      | 4      | 8     |
| 5     | Royaume-Uni          | 2  | 5      | 4      | 11    |
| 6     | France               | 2  | 2      | 1      | 5     |
| 7     | Suède                | 2  | 1      | 2      | 5     |
| 8     | Pologne              | 2  | 1      | 0      | 3     |
| 9     | Roumanie             | 1  | 3      | 0      | 4     |
| 10    | Espagne              | 1  | 2      | 3      | 6     |
| 11    | Finlande             | 1  | 1      | 1      | 3     |
| 11    | Yougoslavie          | 1  | 1      | 1      | 3     |
| 13    | Grèce                | 0  | 1      | 0      | 1     |
| 13    | Portugal             | 0  | 1      | 0      | 1     |
| 15    | Tchécoslovaquie      | 0  | 0      | 5      | 5     |
| 16    | Pays-Bas             | 0  | 0      | 2      | 2     |
| 17    | Belgique             | 0  | 0      | 1      | 1     |
| 17    | Bulgarie             | 0  | 0      | 1      | 1     |
| Total | Total                | 41 | 41     | 41     | 123   |